# Distretto di Kyrenia
Il distretto di Kyrenia (noto anche col nome turco di Girne) è un distretto di Cipro, che ha come capoluogo la città omonima.

## Descrizione
Tutto il distretto, il più piccolo dell'isola, è situato nel territorio della Repubblica Turca di Cipro del Nord; dunque l'organizzazione sotto riportata esiste solo de iure e si riferisce alla Repubblica di Cipro. Esiste un'amministrazione di distretto in esilio nella Repubblica di Cipro.

## Province e comuni
- Province:
  - Karavas
  - Kyrenia
  - Lapithos
- Comunità:
  - Agia Eirini
  - Agios Amvrosios
  - Agios Epiktitos
  - Agios Ermolaos
  - Agios Georgios
  - Agirda
  - Agridaki
  - Asomatos
  - Bellapais
  - Charkeia
  - Diorios
  - Elia
  - Fotta
  - Ftericha
  - Kalograia
  - Kampyli
  - Karakoumi
  - Karmi
  - Karpaseia
  - Kato Dikomo
  - Kazafani
  - Kiomourtzou
  - Klepini
  - Kontemenos
  - Kormakitis
  - Koutsovendis
  - Krini
  - Larnakas tis Lapithou
  - Livera
  - Motides
  - Myrtou
  - Orga
  - Palaiosofos
  - Panagra
  - Pano Dikomo
  - Pileri
  - Sychari
  - Sysklipos
  - Templos
  - Thermeia
  - Trapeza
  - Trimithi
  - Vasileia
  - Vouno